# Pan-Am-Flug 708
Am 15. November 1966 verunglückte eine Boeing 727-100 auf dem Pan-Am-Flug 708 von Frankfurt am Main nach Berlin. Die Maschine stürzte kurz vor der Landung aus ungeklärter Ursache ab.

## Flugzeug
Die Boeing 727-21 mit dem Luftfahrzeugkennzeichen N317PA und dem Namen Clipper De Soto wurde am 20. Januar 1966 an die Pan American World Airways (Pan Am) ausgeliefert. Später wurde sie in Clipper München umbenannt.
Die Clipper München wurde tagsüber für den Passagierbetrieb und nachts als Frachtflugzeug genutzt.

## Flugverlauf
Die Pan Am flog normalerweise den Flughafen Berlin-Tempelhof an, wich jedoch aufgrund von Wartungsarbeiten an den Start- und Landebahnen auf den Flughafen Tegel aus. Der Flug PA 708 startete um 02:04 Uhr, mit Postsendungen beladen, vom Flughafen Frankfurt Main und stieg auf eine Höhe von 9000 Fuß. Gegen 02:35 Uhr sank das Flugzeug auf eine Höhe von 3000 Fuß. Um 02:38 Uhr bekamen die Piloten die Anweisung, auf Kurs 030 zu drehen und auf 2000 Fuß zu sinken. Knapp 10 km vor dem Voreinflugzeichen sollten die Piloten auf Kurs 060 gehen und bekamen die Freigabe für den Instrumentenlandeanflug auf Landebahn 8 Rechts. Kurz nach der Bestätigung seitens der Piloten kollidierte die Boeing 727 mit dem 63 Meter hohen Alten Mühlenberg und explodierte. Alle drei Besatzungsmitglieder starben.

## Unfalluntersuchung und -ursache
Weil Flug PA 708 auf dem Gebiet der DDR abgestürzt war, stellte sich die Untersuchung durch das NTSB als schwierig heraus. Die sowjetischen Behörden übergaben dem NTSB nur 50 % der Flugzeugtrümmer. Die restlichen Flugzeugtrümmer, darunter die Cockpitinstrumente und die beiden Flugdatenschreiber, blieben im Besitz der Sowjets. Laut den Radaraufzeichnungen war die Boeing 727, anstatt 2000 Fuß Höhe zu halten, weiter gesunken, bis sie auf dem Boden aufschlug. Das NTSB konnte aber aufgrund der fehlenden Trümmer nicht feststellen, ob ein Pilotenfehler, Sabotage (etwa durch manipulierte ILS-Signale) oder ein technischer Defekt den Absturz verursachte. Da Flug PA 708 in der Nähe des Flugplatzes Döberitz abstürzte, kamen Spekulationen auf, dass das Flugzeug abgeschossen worden sei; für diese Theorie fanden sich jedoch keine Hinweise. Die Absturzursache ist bis heute ungeklärt.